# 庭田朝子
庭田 朝子（にわた あさこ、永享9年（1437年） - 明応元年7月20日（1492年8月13日））は、後土御門天皇の典侍、贈皇太后。父は権大納言庭田長賢（政賢・重賢）。後柏原天皇・尊伝入道親王の生母。後花園天皇の生母敷政門院（庭田幸子）は大叔母にあたる。院号は蒼玉門院。

## 生涯
元は「近衛局」と称して足利将軍家に仕えていたが、当時親王であった後土御門天皇に召されて寵愛を受け、後に後柏原天皇を儲けた。『親長卿記』文明5年（1473年）8月5日条によれば、この日甘露寺親長が参内した際に広橋綱光から庭田長賢の娘が典侍の宣下を受けたことを知らされたと記述されている。
明応元年（1492年）7月20日に急逝、死因は中風によるものとされる（『親長卿記』延徳4年7月19日条）。後柏原天皇即位後の永正元年（1504年）7月17日に皇太后宮の称号が贈られた。